# Midget Tossing
Midget Tossing — дебютный альбом группы Yellowcard, выпущенный в 1997 году компанией DIY Records.

## Об альбоме
В записи альбома приняли участие: Бен Добсон (вокал), Тод Клэри (ритм-гитара, бэк-вокал), Воррен Кук (бас-гитара), Бен Харпер (гитара), Лонгвинью Парсонс (барабаны), Шон МакКин (скрипка, бэк-вокал). В данный момент альбом не издаётся.
В альбоме присутствует трек «Interlewd» - один из трёх иструментальных треков группы.
Песни «Sue» и «Up Hill Both Ways» вошли в следующий альбом «Where We Stand».

## Список композиций
1. «2 Quarts» — 3:00
2. «Possessions» — 1:55
3. «Sue» — 2:24
4. «American’t» — 3:00
5. «Up Hill Both Ways» — 3:58
6. «Me First» — 3:48
7. «For the Longest Time» (Билли Джоэл cover) — 1:38
8. «Get Off the Couch» — 2:46
9. «Interlewd» — 1:46
10. «Someday» — 3:53
11. «Goodbye» — 6:17